# 江西省作家协会
江西省作家协会，简称江西省作协，是中华人民共和国江西省文学工作者组成的专业性人民团体，是中国作家协会的团体会员。其最高权力机构为江西省作家协会代表大会。

## 历届主席
- 第一届：1958年11月27日

主席：李定坤
主席团成员：李定坤、傅圣谦、程耘平、胡  旷
- 第二届：1962年12月8日

主席：李定坤
主席团成员：李定坤、石凌鹤、蒋天佐、胡  旷、程耘平
- 第三届：1980年6月3日

主席：俞  林
主席团成员：俞  林、蒋天佐、时佑平、黄宗林、杨佩瑾、郭蔚球、彭永辉、郭国甫、罗旋文、陈仰民
- 第四届：1986年7月7—8日

主席：杨佩瑾
主席团成员：杨佩瑾、郭蔚球、舒信波、罗  旋、陈世旭、李  耕、汤匡时
- 第五届：2000年11月3日

主席：陈世旭
驻会副主席：汪秀珍
主席团成员：刘  华、汪秀珍、宋清海、傅太平、熊述隆、张渝生、郑允钦、熊正良、孙海浪
2005年，经省文联党组提名，经省作协常务理事会通过，李小军同志任省作家协会驻会副主席。
- 第六届：2007年6月12日

主席：陈世旭
驻会副主席：李小军
主席团成员：刘  华、李小军、熊正良、傅太平、颜  敏、温燕霞、褚  兢、程  维
- 第七届：2013年8月2日

主席：刘  华
驻会副主席：曾清生